# Martin Teffer
Martin Teffer (ur. 7 czerwca 1965 w Amsterdamie) – holenderski siatkarz, medalista igrzysk olimpijskich.

## Życiorys
Teffer wystąpił na igrzyskach olimpijskich 1988 w Seulu. Zagrał wówczas w dwóch z pięciu meczów fazy grupowej i w zwycięskim meczu o 5. miejsce z Bułgarią. W 1990 Był w składzie reprezentacji Holandii, która zajęła 7. miejsce podczas mistrzostw świata w Brazylii. W 1992 ponownie zagrał na igrzyskach olimpijskich, w Barcelonie. Wystąpił w trzech z pięciu meczach fazie grupowej, w półfinale oraz w przegranym finale z Brazylią.
Grał w klubie DES w Voorburgu.